# Auchay-sur-Vendée
Auchay-sur-Vendée ist eine französische Gemeinde im Département Vendée in der Region Pays de la Loire. Sie gehört zum Arrondissement Fontenay-le-Comte ist Teil des Kantons Fontenay-le-Comte. Auchay-sur-Vendée wurde als Commune nouvelle mit Wirkung vom 1. Januar 2017 aus den Gemeinden Auzay und Chaix gebildet.

## Gliederung
| Ortsteil                  | ehemaliger INSEE-Code | Fläche (km²) | Einwohnerzahl (2016) |
| ------------------------- | --------------------- | ------------ | -------------------- |
| Auzay (Verwaltungssitz)00 | 85009                 | 13,79        | 668                  |
| Chaix                     | 85044                 | 07,37        | 470                  |

## Geographie
Auchay-sur-Vendée liegt etwa drei Kilometer südwestlich vom Stadtzentrum von Fontenay-le-Comte. Der Vendée durchquert die Gemeinde. Das Gemeindegebiet liegt im Regionalen Naturpark Marais Poitevin. Umgeben wird Auchay-sur-Vendée von den Nachbargemeinden Petosse im Norden und Nordwesten, Londèves im Norden, Fontenay-le-Comte im Osten und Nordosten, Fontaines im Osten, Montreuil im Süden und Südosten, Velluire im Süden und Südwesten, Le Poiré-sur-Velluire im Westen und Südwesten sowie Le Langon im Westen und Nordwesten.

## Sehenswürdigkeiten
Siehe: Liste der Monuments historiques in Auchay-sur-Vendée